# Maravanji, Channagiri
Maravanji là một làng thuộc tehsil Channagiri, huyện Davanagere, bang Karnataka, Ấn Độ.